# RM-70
RM-70 (raketomet vzor 1970) je višecijevni raketni sustav. RM-70 je čehoslovačka teža verzija sovjetskog BM-21 Grad sustava i ima bolje performanse. Ovaj sustav je trenutno u uporabi u Češkoj, Finskoj, Grčkoj, Poljskoj, Slovačkoj i u još nekoliko drugih država. 
RM-70 je opremljen s 40 lansirnih cijevi za 122 mm rakete. Standardna visoko-eksplozivna fragmenirajuća (HE-FRAG) raketa je duga 2,87 m i teži 66 kg. Maksimalan domet rakete je 20,5 km. Može ispaljivati izvorne sovjetske ili lokalno proizvedene rakete. Sustav je kompatibilan sa svima raketama proizvedenim za BM-21 Grad.
Vozilo ima oklopljenu kabinu. Ona štiti posadu od oružja malog kalibra i krhotina topničkih granata. Vozilo je opremljeno i sekundarnom 7,62 mm strojnicom, koja je montirana na krov kabine. RM-70 rabi kao osnovu kamion Tatra 813 8x8. RM-70 pokreće Tatra T-930-3 dizelski motor koji razvija 270 KS i vozilo je opremljeno s centralnim podešavanjem tlaka u gumama. 
RM-70 nosi 40 raketa za punjenje i opremljen je neuobičajenom puniteljskom napravom. Punjenje traje manje od dvije minute, a punjenje se može obaviti i ručno.